# Morbius (film)
Pour le personnage, voir Morbius.
Série Sony's Spider-Man Universe
Venom: Let There Be Carnage
(2021) Madame Web
(2024)
Pour plus de détails, voir Fiche technique et Distribution.
Morbius est un film américain réalisé par Daniel Espinosa, sorti en 2022.
Troisième film de l'univers commun Sony's Spider-Man Universe, il met en scène Morbius, le personnage de Marvel Comics, ennemi de Spider-Man.
Le film suit le biochimiste Michael Morbius, atteint depuis toujours d'une rare maladie du sang, qui tente de se soigner lui et son ami d'enfance, Milo. Avec l'aide du Dr Martine Bancroft, il fait des recherches à partir de chauve-souris capturées au Costa Rica. Déterminé à trouver un remède, il devient son propre cobaye. Cependant rien ne se passe comme prévu et Michael doit alors faire face aux symptômes du vampirisme.

## Synopsis
En Grèce, le jeune Michael Morbius, âgé de 10 ans fait la connaissance de Lucian, son nouveau frère adoptif qu'il surnomme « Milo ». Tous deux sont atteints d'une maladie sanguine grave qui les rend faibles et sont adoptés par le directeur de l'hôpital, Emil Nicholas. Après que Michael a réparé la pompe à sang de Milo avec le ressort d'un stylo, Nicholas décide de l'envoyer dans une école pour enfants surdoués à New-York, en lui promettant de continuer à s'occuper de Milo.
25 ans plus tard, Michael, désormais médecin, refuse le prix Nobel qu'il vient de recevoir pour ses travaux sur le sang synthétique. Sa collègue, Martine Bancroft découvre qu'il a secrètement capturé des dizaines de chauve-souris rares venant du Costa Rica dans l'espoir de décoder leur génome et de guérir de sa maladie. Après en avoir été informé, Milo, qui est devenu milliardaire, décide de financer les expériences illégales de Michael en installant son laboratoire sur un bateau naviguant dans les eaux internationales. Au cours de son expérience, Michael est guéri de sa maladie mais est transformé en un vampire assoiffé de sang et finit par attaquer l'équipage du bateau qui se préparait à le tuer. Seule Martine survit, bien qu'elle ait été assommée. Au bout d'un moment, Michael retrouve son apparence humaine, horrifié par ses actions, efface les enregistrements de ses expériences, lance un SOS, plonge dans l'eau hors du bateau et s'enfuit.
De retour à New-York, Michael découvre qu'il possède maintenant des pouvoirs surhumains : il est plus fort, plus rapide et il peut repérer les dangers qui l'entourent via un système d'écholocation proche du sonar. Pour étancher sa soif de sang, Michael se nourrit de sang synthétique mais remarque cependant que le sang synthétique a une efficacité limitée. En parallèle, deux agents du FBI, Simon Stroud et Al Rodriguez enquêtent sur les victimes de Michael et devinent rapidement son implication après avoir trouvé sur la scène de crime une chauve-souris en origami laissée par Michael. Milo, de son côté, découvre que Michael est guéri mais entre en colère lorsque celui-ci refuse d'utiliser le même traitement sur lui par crainte que Milo ne devienne un vampire à son tour. Alors qu'il est en visite à l'hôpital pour voir Bancroft (qui a été interrogée par Stroud et Rodriguez), Michael s'assoupit. Mais le lendemain, le corps d'une infirmière est bientôt découvert, vidé de son sang et Michael pense en être le responsable. Il rassemble des pochettes de sang synthétique et s'enfuit de l'hôpital mais finit par être interpellé par Stroud et Rodrigez. Lorsqu'ils entendent parler de la découverte du cadavre, ils intiment à Michael l'ordre de les suivre. Ce dernier les neutralise temporairement mais en s'enfuyant sur le toit, il ne peut se résoudre à sauter et se rend à Stroud.
Lors de son interrogatoire en prison, Michael se retrouve incapable d'expliquer à Stroud et Rodriguez l'expérience qu'il a effectuée sur lui-même. Il avoue également que l'infirmière retrouvée morte était une collègue qu'il connaissait très bien. Plus tard, Michael reçoit la visite de Milo qui offre d'utiliser sa richesse pour le sortir de prison. Michael le renvoie mais après sa visite, il se rend compte que Milo a laissé une poche de sang sur le lit ainsi que sa canne ce qui lui fait comprendre avec horreur que Milo a utilisé son traitement pour guérir et, comme le craignait Michael, il en est devenu aussi un vampire. Michael s'échappe et retrouve Milo dans une rue. Celui-ci, content d'être devenu un vampire, projette Michael dans une station de métro et tue plusieurs policiers sous les yeux de ce dernier tout en l'empressant d'accepter sa nature de vampire. Michael s'enfuit, ne pouvant blesser son frère. Poursuivant leur enquête, Stroud ordonne à Rodriguez de surveiller Martine.
Sortie de l'hôpital, Martine échappe de justesse à Rodriguez et revoit Michael dans un bus au moment où elle lisait un article du Daily Bugle le présentant comme un meurtrier et ce dernier lui explique que le véritable coupable est Milo et qu'il doit l'arrêter au plus vite. Il se crée un nouveau laboratoire en volant l'atelier de faux-monnayeurs et développe un antidote contre le vampirisme qu'il compte utiliser sur Milo. Pendant ce temps, Milo fait de nouvelles victimes à la sortie d'une discothèque. En visualisant les images prises par les caméras de surveillance qui confirment qu'il ne s'agit pas de Michael, Stroud et Rodriguez se mettent à penser que son vampirisme s'est multiplié et diffusent l'information aux médias. Pendant ce temps, Nicholas rend visite à Milo et le supplie de renier sa nature vampirique. Énervé, Milo tue successivement Nicholas (qu'il accusait par ailleurs de lui préférer Michael) et puis Martine dont Michael découvre coup sur coup les corps agonisants. Fou de rage et de chagrin, Michael mord Martine à la nuque sous les applaudissements de Milo. Les deux vampires s'affrontent et Michael réussit à vaincre son frère adoptif en lui envoyant une armée de chauve-souris au visage avant de lui injecter l'antidote. Milo meurt tout en guérissant et Michael l'observe un moment avant de s'envoler avec une nuée de chauve-souris jaillissant du sous-sol, sous les yeux de Stroud, Rodriguez et de policiers. Il embrasse pleinement sa nature vampirique. On remarque également que Martine a survécu et qu'elle est devenue elle aussi une vampire après avoir ingéré le sang de Michael.

### Première scène post-générique
Adrian Toomes se retrouve transporté dans une nouvelle prison qui se trouve dans l'univers de Morbius. Il dit espérer qu'on y mange mieux que dans l'autre prison. Plus tard, il en est libéré car cette cellule est censée être vide et personne ne sait qui il est, ni d'où il vient.

### Deuxième scène post-générique
Michael roule sur la route et se rend dans un lieu isolé où Toomes lui a donné rendez-vous. Plus tard, quand celui-ci arrive dans son costume de vautour, Toomes explique à Michael qu'il ignore encore comment il est arrivé dans cet univers mais il pense que Spider-Man y est pour quelque chose, et lui propose de former une équipe. Morbius trouve la proposition intéressante.

## Fiche technique
Sauf indication contraire, les informations mentionnées dans cette section peuvent être confirmées par les bases de données cinématographiques IMDb et Allociné,  présentes dans la section « Liens externes ».
- Titre original, français et québécois : Morbius
- Réalisation : Daniel Espinosa
- Scénario : Matt Sazama et Burk Sharpless, d'après une histoire de Matt Sazama et Burk Sharpless, d'après le personnage Morbius créé par Roy Thomas et Gil Kane
- Musique : Jon Ekstrand
- Direction artistique : Nigel Evans, Victor Capoccia, Jason Perrine, James Lewis, Aja Kai Rowley et Remo Tozzi
- Décors : Stefania Cella
- Costumes : Cindy Evans
- Photographie : Oliver Wood
- Son : Per Hallberg, Beau Borders, Tom Burns, Oleg Kulchytskyi, Paul Massey
- Montage : Pietro Scalia
- Production : Avi Arad, Lucas Foster et Matthew Tolmach
  - Production déléguée : Jared Leto, Emma Ludbrook et Louise Rosner
  - Production associée : Pietro Scalia et Beni Hardiman
  - Coproduction : Barry St. John
- Sociétés de production[4] : présenté par Columbia Pictures, en association avec Marvel Entertainment
- Société de distribution : Columbia Pictures (États-Unis) ; Sony Pictures Releasing France (France)
- Budget : 75 millions de $[5],[6]
- Pays de production :  États-Unis
- Langues originales : anglais, espagnol, russe
- Format[7] : couleur - D-Cinema - 2,39:1 (Cinémascope) - son Dolby Atmos | Dolby Digital
- Genres : action, aventures, science-fiction, thriller, épouvante-horreur, super-héros
- Durée : 104 minutes
- Dates de sortie[8] :
  - France, Belgique, Suisse romande : 30 mars 2022[9],[10]
  - États-Unis, Québec : 1er avril 2022[11]
- Classification[12] :
  - États-Unis : accord parental recommandé, film déconseillé aux moins de 13 ans (PG-13 - Parents Strongly Cautioned)[Note 1]
  - France : tous publics avec avertissement[13],[Note 2]
  - Belgique : potentiellement préjudiciable jusqu'à 16 ans (KNT/ENA : Kinderen Niet Toegelaten  / Enfants Non Admis)[9],[14],[Note 3]
  - Suisse romande : interdit aux moins de 14 ans[15]
  - Québec : 13 ans et plus (13+ / 13 years and over)[11]

## Distribution
- Jared Leto (VF : Glen Hervé ; VQ : Benoit Éthier) : Dr Michael Morbius / Morbius
  - Charlie Shotwell (VF : Jean-Stan Du Pac) : Michael Morbius (jeune)
- Matt Smith (VF : Gilduin Tissier ; VQ : Maël Davan-Soulas) : Lucian « Milo »
  - Joseph Esson (VF : Cécile Gatto) : Lucian « Milo » (jeune)
- Adria Arjona (VF : Claire Morin ; VQ : Catherine Bonneau) : Dr Martine Bancroft
- Jared Harris (VF : Gérard Darier ; VQ : Pierre Auger) : Dr Emil Nicholas
- Tyrese Gibson (VF : Daniel Lobé ; VQ : Patrick Chouinard) : l'agent fédéral Simon Stroud
- Al Madrigal (VF : Thierry Kazazian ; VQ : Renaud Paradis) : l'agent fédéral Alberto Rodriguez
- Zaris-Angel Hator : Anna
- Corey Johnson (VF : Cédric Ingard ; VQ : Francis-William Rhéaume) : M. Fox
- Archie Renaux (VF : Alan Aubert-Carlin ; VQ : Sébastien Reding) : Bobby
- Bentley Kalu : un agent de sécurité privée
- Michael Keaton (VF : Bernard Lanneau ; VQ : Daniel Picard) : Adrian Toomes / le Vautour (scènes post-générique)

## Production

### Genèse et développement

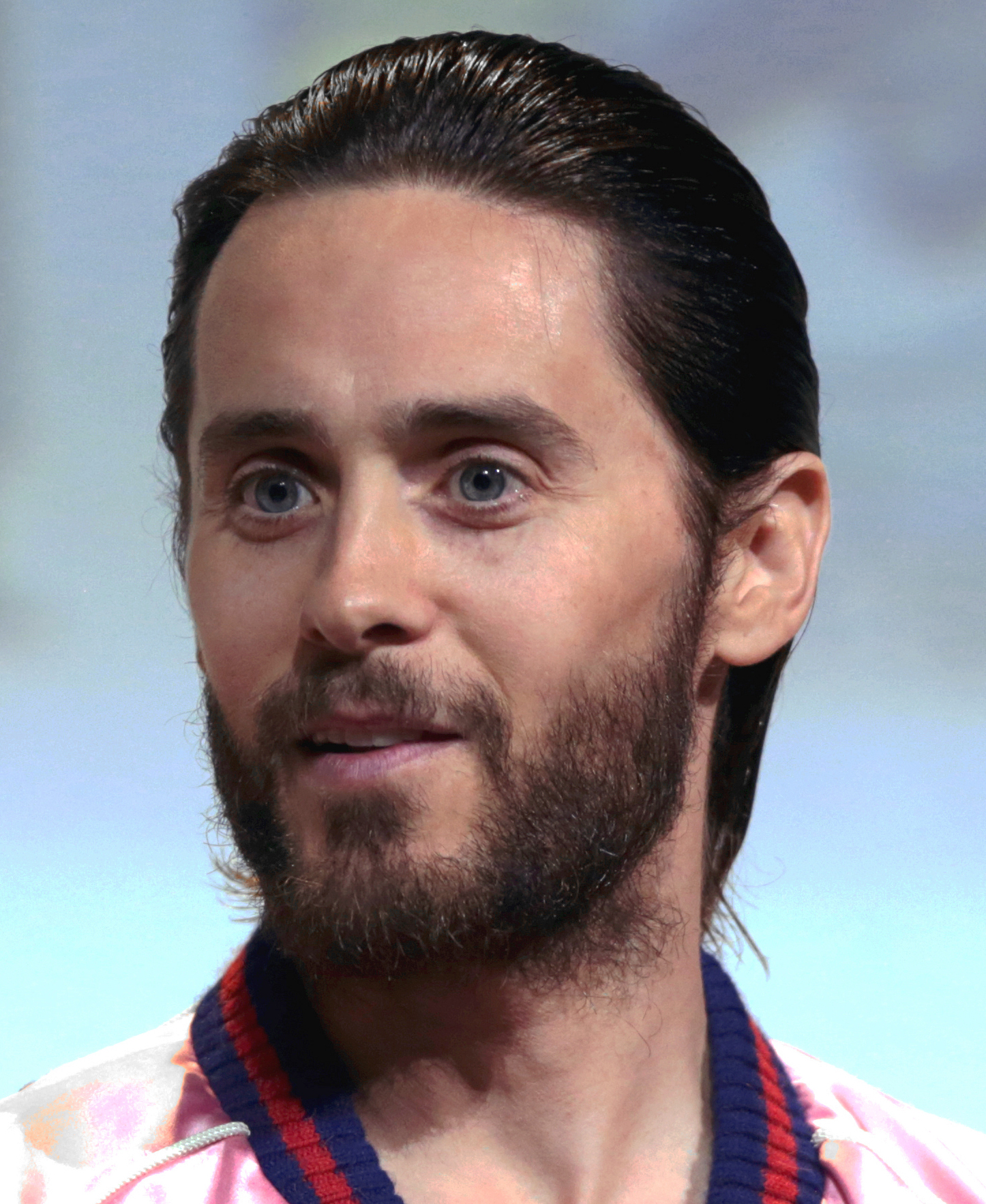
L'acteur américain Jared Leto, déjà interprète du Joker dans l'univers cinématographique DC.

En mai 2000, Artisan Entertainment annonce un accord avec Marvel Entertainment pour coproduire, financer et distribuer plusieurs films d'après des personnages de Marvel Comics, dont un film sur Morbius.
En mai 2017, Sony Pictures annonce un univers partagé nommé Sony's Marvel Universe mettant en scène des personnages liés à Spider-Man. Le premier est Venom (2018).
Fin avril 2018, on annonce que Sony a contacté Antoine Fuqua pour le poste de réalisateur. Les autres metteurs en scène approchés sont F. Gary Gray et Daniel Espinosa, qui avait déjà collaboré avec Sony pour Life : Origine inconnue (2017). En mai 2018, Jared Leto rencontre Daniel Espinosa pour parler du projet. Ils sont tous les deux confirmés sur le film en juin 2018. En novembre 2018, les scénaristes Matt Sazama et Burk Sharpless soumettent un script à Sony pour un potentiel film Morbius, développé en secret. Jared Leto est dès lors plus ou moins attaché au rôle. L'acteur attend cependant d'en savoir plus et tient à s'entretenir avec les candidats au poste de réalisateur.
Le 13 janvier 2020, la première bande-annonce est sortie et confirme la présence de l'acteur Michael Keaton qui reprendrait le rôle du Vautour, rôle qu'il a déjà tenu dans Spider-Man: Homecoming. Des théories de fans disent que le film confirmerait que le Sony's Spider-Man Universe, anciennement appelé Sony Pictures Universe of Marvel Characters, se passerait dans le même univers que celui de Marvel.
Depuis la sortie de Spider-Man: No Way Home et l'arrivée du multivers au sein de l'Univers Cinématographique Marvel, la présence d'Eddie Brock / Venom dans le film confirme que les événements du Sony's Spider-Man Universe viennent d'un monde parallèle à celui de Marvel, mettant en doute les théories concernant le film Morbius et les futures productions.

### Rôles
En décembre 2018, Adria Arjona entre en négociation pour le rôle féminin principal, Martine Bancroft. Elle est confirmée en janvier 2019. Matt Smith rejoint lui aussi la distribution.
En mars 2019, Jared Harris et Tyrese Gibson rejoignent la distribution dans les rôles respectifs du mentor de Morbius et d'un agent du FBI qui le traque,.

### Tournage
Le tournage débute en février 2019 à Londres, sous le faux-titre Plasma,,. En mars, des scènes sont tournées dans le Northern Quarter de Manchester, pour y simuler New York. Des scènes sont également tournées à Atlanta. Le tournage doit avoir lieu jusqu'en mai 2019.

### Commentaires du producteur sur la classification du film
Avi Arad, le producteur du film ainsi que de plusieurs autres films Spider-Man déclare en octobre 2018 que Morbius aura la classification PG-13 (déconseillé aux moins de 13 ans) bien que le personnage principal soit un vampire : « Au moins, pour moi, j'ai des petits-enfants, des enfants, peu importe, tous ces trucs, et ces films là, ils meurent d'envie de les voir. Vous voyez ? Comme quand j'ai emmené mon petit fils, sept ans, à une session d'enregistrement pour Venom. Il a passé un des meilleurs moments de sa vie ».
Arad affirme que le langage utilisé par les personnages du film ne devait pas non plus provoquer de classification R (les moins de 17 ans doivent être accompagnés) : « C’est obscène de recevoir ce classement sur le seul motif du langage...Ce n’est pas comme si ce vocabulaire pouvait choquer, mais nous devons nous assurer que le film soit accessible à tous ces gens qui aiment les personnages de Marvel »,.

### Musique
En octobre 2019, fidèle à Daniel Espinosa, Jon Ekstrand est annoncé pour composer la musique de Morbius.

## Sony's Spider-Man Universe

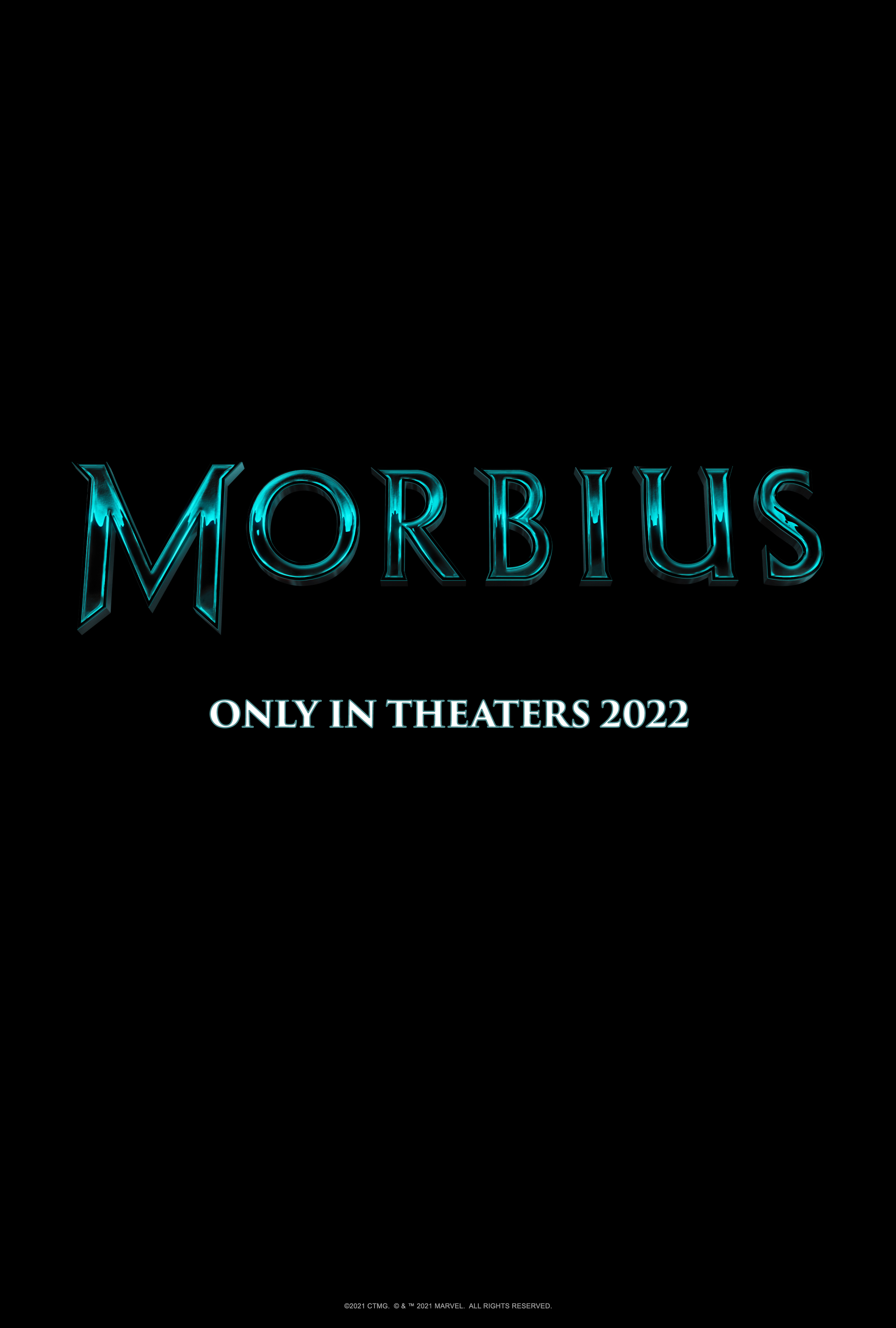
Morbius Poster

Le Sony's Spider-Man Universe est un ensemble de spin-offs basé sur des personnages Marvel autour de Spider-Man et crée par Sony Pictures. Cet univers cinématographique débute en 2018 avec la sortie du film Venom réalisé par Ruben Fleisher avec Tom Hardy dans le rôle-titre. Le film se concentre sur l'un des principaux antagonistes de Spider-Man : le symbiote Venom.
Venom : Let There Be Carnage, le second film du Sony's Spider-Man Universe réalisé par Andy Serkis sort au cinéma en automne 2021. Le film fait de bonnes performances au box-office mais demeure un échec critique,.
Morbius, le long-métrage centré sur le vampire Michael Morbius est le troisième film de cet univers.
Madame Web, le long-métrage avec Dakota Johnson qui interprète Cassandra Webb sort en février 2024 soit deux ans après la sortie de Morbius. C'est le quatrième film du Sony's Spider-Man Universe. Le film est une déception critique et reçoit de mauvais résultats au box-office,,.
Kraven le chasseur, le cinquième film du Sony's Spider-Man Universe dont les acteurs Aaron Taylor-Johnson et Russell Crowe figurent au casting est attendu pour l'été 2024. Le film est basé sur Kraven, le redoutable chasseur de l'univers Marvel.

## Accueil

### Sortie
En mars 2020, Sony Pictures annonce que la sortie américaine, initialement prévue le 5 août 2020, est repoussée au 19 mars 2021, en raison de la pandémie de Covid-19[réf. souhaitée]. La sortie en 2021 est incertaine, car Sony a déclaré que les films Marvel autour du personnage de Spider-Man ne sortiront pas avant la fin de l'épidémie[réf. souhaitée].
Le 12 janvier 2021, Sony annonce un nouveau report du film au 8 octobre 2021 aux États-Unis. Après le report de Mourir peut attendre à cette date, la sortie du film est désormais prévue en janvier 2022.
Le 30 avril 2021, Sony annonce un nouveau report du film au 28 janvier 2022 aux États-Unis. Le 4 janvier 2022, Sony reporte une nouvelle fois le film au 1er avril 2022 aux États-Unis et 30 mars 2022 en France.

### Accueil critique
Le film reçoit des critiques très négatives dans la presse américaine. Sur l'agrégateur américain Rotten Tomatoes, il ne récolte que 16% d'opinions favorables pour 241 critiques. Le consensus suivant résume les critiques compilées par le site : « Plombé par des effets spéciaux sans inspiration, des interprétations récitées par cœur et une histoire à la limite de l'absurde, ce morne gâchis est une vaine tentative pour faire de Morbius une réalité. » Sur Metacritic, il obtient une note moyenne de 35⁄100 pour 54 critiques.
Dans la critique francophone, l'avis semble être des plus mitigés. Pour Le Parisien, « Jared Leto [est] le principal atout de cette fiction, les autres acteurs étant ici réduit au simple rôle de faire-valoir », critique qui rejoint celle de 20 Minutes. Pour Le Figaro, « Assez habilement, le film respire le romantisme discret, en misant sur la noirceur attirante du personnage, ainsi qu'à un sous-texte érotique… assez insolite chez Marvel ». Le Monde parle de la « beauté du film, tout particulièrement dans les scènes d’action ». Pour le site Le journal du Geek, « Morbius devait montrer les crocs avec son premier long-métrage chez Sony, on a à peine eu droit à une molaire ». Pour Libération, la critique est très négative : « Morbius, de Daniel Espinosa, est nullissime par quelque bout qu’on le prenne ».
En France, le site Allociné recense 11 critiques presse et attribue au film une moyenne de 2,3/5. En Suisse, le Cinéman donne une critique de 2/5.
Par ailleurs, le film a reçu deux prix lors des Razzie Awards 2023 : pire acteur pour Jared Leto et pire actrice dans un second rôle pour Adria Arjona. Il a également été nommé dans d'autres catégories : pire film de l'année, pire réalisateur pour Daniel Espinosa, pire scénario pour Matt Sazama (en) et Burk Sharpless (en). Morbius a été sélectionné 1 fois dans diverses catégories et n'a remporté aucune récompense. De même, Morbius a été nommé parmi les pires films de l'année lors des Hawaii Film Critics Society Awards de 2023.

### Mème internet
Du fait de son échec et des critiques sévères lors de sa sortie, le film est devenue un mème Internet, laissant passer par des shitposts une infox délirante faisant croire qu'il s'agit du plus gros succès au box-office de tous les temps avec un supposé total d'un trillion de dollars,. Certains messages ont félicité le film pour avoir dépassé la barre historique « des Morbillions de dollars » au box-office,. D'autres décrivent le film comme un véritable « Morbsterpiece » (jeu de mots entre Morbius et masterpiece qui signifie « chef-d'oeuvre »). Accompagné par le hashtag #MorbiusSweep (Morbius balaie tout) et la fausse réplique culte issue du film It's Morbin Time,,.
À la suite des nombreux mèmes qui ont circulé sur Internet, le studio Sony prit la décision de ressortir Morbius dans les salles de cinéma, pensant que le film avait trouvé son audience. Ce dernier récoltera une nouvelle fois de mauvais résultats aux box-office,. Jared Leto, l'interprète de Michael Morbius, s’est aussi moqué de la mauvaise réception du film en brandissant le scénario de Morbius 2 sur son compte Twitter,.

### Box-office
| Pays ou région        | Box-office      | Date d'arrêt du box-office | Nombre de semaines |
| --------------------- | --------------- | -------------------------- | ------------------ |
| États-Unis Canada     | 73 865 530 $    | 23 juin 2022               | 12                 |
| France                | 767 295 entrées | 31 mai 2022                | 9                  |
| Total hors États-Unis | 90 000 000 $    | 23 juin 2022               | 12                 |
| Total mondial         | 163 865 530 $   | 23 juin 2022               | 12                 |

En France, le jour de sa sortie, Morbius se place en 2e position du box-office des nouveautés avec 76 081 entrées pour 674 copies, devançant au classement En Corps (49 397), mais suivant Sonic 2, le film (155 635). Cette configuration est maintenue au bout de sa première semaine d'exploitation où il engrange 403 848 entrées. Le demi-million d'entrées est franchi la semaine suivante (576 573), tout en chutant à la 5e place. Pour sa 3e semaine, le film descend à la 6e place du classement avec 93 519 entrées supplémentaires, devant la nouveauté La Revanche des Crevettes pailletées (69 481) et derrière En corps (176 495).